# Antony Hewish
Antony Hewish est un astronome britannique, né le 11 mai 1924 à Fowey (Cornouailles) et mort le 13 septembre 2021. Martin Ryle et lui sont colauréats du prix Nobel de physique de 1974 « pour leurs recherches pionnières en radio astrophysique : Ryle pour ses observations et ses inventions, en particulier pour la synthèse d'ouverture, et Hewish pour son rôle décisif dans la découverte des pulsars ». C'est le premier prix Nobel attribué en reconnaissance de recherches astronomiques. Il a également reçu la médaille Eddington de la Royal Astronomical Society en 1969.

## Biographie
Ses études à l'université de Cambridge sont interrompues par la Seconde Guerre mondiale, durant laquelle il sert au Royal Aircraft Establishment et au Telecommunications Research Establishment, où il travaille avec Martin Ryle. De retour à Cambridge en 1946, Hewish achève sa licence et rejoint immédiatement l'équipe de recherche de Ryle au laboratoire Cavendish, où il obtient son doctorat en 1952. Hewish fait des avancées à la fois pratiques et théoriques très importantes pour l'observation et l'exploitation de la scintillation apparente des sources radio.
Cela le conduit à proposer la construction du Interplanetary Scintillation Array, un ensemble de radiotélescopes construit sur le site du Mullard Radio Astronomy Observatory (MRAO), à côté de Cambridge, destiné à effectuer une étude approfondie avec une très haute résolution temporelle de la scintillation interstellaire. Au cours de ce projet, l'une de ses étudiantes, Jocelyn Bell, note pour la première fois la présence d'une source radio particulière qui est finalement identifiée comme étant le premier pulsar découvert.
L'article annonçant la découverte est signé de cinq auteurs, Hewish étant cité en premier et Bell en second. L'attribution du prix Nobel à Martin Ryle et Antony Hewish, sans inclure Jocelyn Bell, donne lieu à une controverse, et est notamment vivement condamné par l'astronome Fred Hoyle. Toutefois, le prix est remis à Ryle et Hewish pour leurs apports à la radioastronomie en général, avec une mention particulière pour la découverte des pulsars. Cette polémique trouve un rebondissement 51 ans après sa découverte, avec l'attribution du Breakthrough Prize en physique fondamentale à Jocelyn Bell Burnell.
Hewish est professeur de radioastronomie au laboratoire Cavendish de 1971 à 1989, et à la tête du MRAO de 1982 et 1988. En 1968, il devient membre de la Royal Society, qui lui décerne la Médaille Hughes en 1977.